# Elezione indiretta
Un'elezione indiretta o a suffragio indiretto è un processo in cui i votanti che prendono parte ad un'elezione non scelgono direttamente un candidato ad una carica elettiva, ma eleggono dei delegati (spesso indicati come “grandi elettori”) che poi saranno chiamati in un secondo momento ad eleggere il titolare della carica.
Il suffragio indiretto è uno dei più antichi metodi di elezione, ed è ancora attualmente utilizzato per molte camere alte e presidenze. È anche molto usato all'interno dei sindacati, delle associazioni di grande dimensione, nei partiti politici e talvolta in organizzazioni professionali, civiche o benefiche.

## Descrizione
Molte nazioni a sistemi parlamentari, e con presidenze deboli che detengono principalmente funzioni cerimoniali, eleggono indirettamente i rispettivi presidenti (come Italia, Germania, Grecia, Estonia, Lettonia, Ungheria).
In un sistema Westminster, il leader del partito di maggioranza al Parlamento diventa quasi sempre il Primo Ministro; pertanto, si potrebbe affermare che il Primo Ministro è eletto indirettamente.
Le elezioni politiche indirette sono utilizzate anche per cariche nazionali di ordine inferiore. Negli Stati Uniti, il Senato fu eletto dai Parlamenti dei singoli stati fino al 1913, quando il XVII emendamento istituì elezioni dirette anche al Senato. In Francia e in Belgio le elezioni per la camera alta del Parlamento, il Senato, sono indirette, in quanto gli elettori (chiamati "grandi elettori") sono i rappresentanti eletti localmente.
Il collegio elettorale degli Stati Uniti d'America è una forma di elezione di secondo grado, che differisce ulteriormente dall'elezione indiretta, in quanto qui i cittadini (corpo elettorale) provvedono a eleggere un altro corpo elettorale (i grandi elettori) demandato solo e esclusivamente all'elezione del presidente; i grandi elettori cambiano raramente il proprio voto effettivo rispetto al voto promesso; gli elettori che lo cambiano sono detti "elettori traditori" (faithless electors).